# Distillat
Pour l'article relatif à la distillation appliquée en chimie, voir Fraction (chimie).
 (février 2022).
 (février 2022).
Le distillat, également appelé carburant pour tracteur, est un dérivé du pétrole couramment utilisé pour alimenter les machines agricoles nord-américaines du début au milieu du XXe siècle. Le produit grossièrement raffiné donnait un carburant impur, semblable chimiquement au kérosène.

## Caractéristiques
Le distillat nord-américain est généralement décrit comme un carburant ayant un poids moléculaire plus élevé que l'essence et semblable ou plus faible que le kérosène ou le mazout n° 1. Ce carburant était connu sous plusieurs noms et plusieurs formulations avec un indice d'octane variant entre 33 et 45 (à titre de comparaison, nos carburants modernes ont un indice d'octane entre 95 et 98),.

## Usage
Les premiers tracteurs étaient proposés avec des moteurs à kérosène ou à essence. À partir de 1925, des versions avec moteur à distillat sont commercialisées pour peu à peu disparaître autour de 1956, supplanté par la popularité du moteur diesel. Les tracteurs au kérosène sont abandonnés en 1934. Le distillat était utilisé dans les machines avec des moteurs modifiés pour ce carburant, ainsi que dans les tracteurs "multi carburant" qui fonctionnaient au kérosène, à l'essence ou au distillat. Le moteur au distillat pouvaient tourner à l'essence mais comme le taux de compression est beaucoup plus faible que dans les moteurs à essence, ils développaient moins de puissance. L'essence ne servait donc qu'à lancer le moteur avant de passer au distillat. Les taux de compression pour le distillat pourraient être d'environ 4,7: 1, tandis que les moteurs à essence fonctionneraient à 7: 1 ou plus. Ces machines étaient équipées de petits réservoirs d'essence prévus uniquement pour le démarrage et la chauffe du moteur. Le distillat reste souvent nettement moins cher que l'essence dans les régions agricoles, soit parce qu'il s'agissait d'un produit moins raffiné, soit parce qu'il était taxé à un taux inférieur ou non taxé. Le "super distillat" était un produit de qualité supérieure dont l'efficacité s'approchait de celle de l'essence,.

## Fioul distillé
Le distillat a progressivement perdu des parts de marché pour totalement disparaître dû à la compétitivité trop forte du diesel et de l'essence, d'une part avec des prix bien plus avantageux et d'autre part par leur qualité bien supérieure. Avec le temps, le «distillat» en est venu à décrire les fractions plus légères du diesel et du mazout, respectivement le «distillat n ° 1» et le «distillat n ° 2».

## Dans le même thème
- "Tractor vaporising oil", un produit similaire mais de meilleure qualité utilisé de la fin des années 1930 à 1974 au Royaume-Uni et en Australie